# イシマテ
イシマテ（石馬刀）、学名 Lithophaga curta は、イガイ目イガイ科に属する二枚貝の一種。浅海の岩などに穴を開けて棲む貝で、食用にもなる。その外見や生態から、イシマテガイ、イシワリ、ヒミズ、カツブシガイなど数多くの地方名を持つ。

## 特徴
殻高60-70mm。ほぼ円筒形をしており後縁はやや丸みを帯びる。殻は薄いが、薄茶や黒の厚い殻皮を被る。さらにその上から白っぽい石灰質が沈着するため、汚れた印象になる。

### 生態
本州以南の日本全域、台湾に産し、潮間帯から水深20mの泥質や石灰質の岩などに普通に見られる。
酸を分泌して石灰岩、サンゴなどを穿孔し、一生をその中で過ごす。イワガキなど他種の貝殻に穿孔することもある。外洋とはそれらに穿った孔を介して繋がっているが、貝の成長につれて入口を広げることはなく、自分で入り口から出ることはない。フナクイムシなど他の穿孔性二枚貝同様、孔の内側には貝の分泌物により薄い石灰質の壁が貼られ、これが棲管となる。
学名の属名"Lithophaga"は「石を食べるもの」という意味だが、食性は他の多くの二枚貝同様濾過摂食である。孔から水管を伸ばし、海水とともに海中のデトリタスやプランクトンを吸い込んで食べる。
このような生態から一見天敵不在のように思われるが、サンゴを噛み砕く歯を有するブダイなどの前では何ら抵抗する術はなく、また胃を体外に露出できる特技を有するヒトデなどが狭い入口から侵入して襲ってくる場合がある。
なお本種が岩に穿った孔は、貝の死後はイセエビ幼生などの隠れ家となる。同じ孔に別個体が侵入することも珍しくなく、棲管と死貝の殻が幾重にも交互に重なった様もしばしば見られる。稀に何らかの原因で周囲の岩石などが取り去られ、棲管が中に貝を抱えたままきれいに露出することがある。

### 名前の由来
前後に細長い外見がマテガイに似ており、標準和名はここに由来する。地方名「カツブシガイ」も同様で、鰹節に似た外見に因む。一方、生態に由来するのが「イシワリ」（石割り）「ヒミズ」（日見ず）である。
学名の属名"Lithophaga"は「石を食べるもの」、種名"curta"は「短い」という意味である。

## 人間との関係
食用に漁獲される。本種が美味であることは多くの図鑑でもその旨が一言添えられているほどで、特に出汁は食用二枚貝中最高とされる。
しかし採集には磯や海中の岩石をノミ、タガネ、鶴嘴などで破壊せねばならず、多大な手間と労苦がかかる。日本では市場に流通することはほぼなく、漁師の間で自家消費される程度である。
多くの食用二枚貝が乱獲により資源枯渇に至り稀少化しているなかで、本種は岩礁などで容易に発見できる。岩に穿孔して生活する特徴的な生態は、他の天敵はいざしらず人間を退けるにはかなりの効果があったようである。ただし海外の事情は異なり、韓国・イタリア・東ヨーロッパ諸国などでは近縁種が市場で流通している。イタリアでは乱獲が懸念されているため禁漁期まで設けられている。
また本種は海中の岩のほか、生貝死貝を問わず大きな貝殻の殻上から殻中へ穿孔する場合がかなりある。生貝の場合、本種の寄生した貝殻の主は、防衛のため殻を醜く歪ませて成長するため、貝殻収集家からは嫌われる。また海中に林立するコンクリート製の人工建造物にも穿孔し、稀に同じ建造物に多数穿孔するなどして基礎をボロボロにするなどの被害を与えることがある。

## 同属種
房総半島以南にカクレイシマテ L.(Labis) strimitica、紀伊半島以南にキカイイシマテ L.(Stumpiella) lithura が分布する。これらはイシマテよりもやや小型である。その他にも同属種は世界中の温帯-熱帯海域に分布している。